# ميك أنتوني
ميك أنتوني (بالإنجليزية: Mick Anthony)‏ هو لاعب كرة قدم أسترالية أسترالي، ولد في 8 أغسطس 1894 في Foster, Victoria ‏ في أستراليا، وتوفي في 3 مايو 1966 في Parkville, Victoria ‏ في أستراليا.

## وصلات خارجية
- ميك أنتوني على موقع AustralianFootball.com (الإنجليزية)
- ميك أنتوني على موقع AFLtables.com (الإنجليزية)